# Live in San Diego
| 전문가 평가         | 전문가 평가  |
| 평가 점수           | 평가 점수    |
| 출처                | 점수         |
| ------------------- | ------------ |
| AllMusic            | [ 1 ]        |
| American Songwriter | [ 2 ]        |
| JamBase             | [ 3 ]        |
| Noise11             | (favourable) |

《Live in San Diego》는 영국의 록 음악가 에릭 클랩튼의 열세 번째 라이브 음반이다. 2016년 9월 30일 리프리즈 레코드를 통해 라이브 음반으로 발매되었으며 2017년 3월 10일 2시간 라이브 DVD로 발매되었다.

## 개요
《Live in San Diego》의 특별 게스트로는 기타리스트 J. J. 케일, 로버트 크레이, 도일 브램홀 2세, 데릭 트럭스 등이 있다. 이 라이브 음반은 2006년 11월 7일 《The Road to Escondido》가 발매된 이후 클랩튼과 두 번째 공동작업이다. 또한 이 음반은 1991년 클랩튼의 더블 음반 《24 Nights》에 이어 클랩튼과 크레이의 첫 번째 라이브 음악을 담고 있다. 콤팩트 디스크, 축음기 음반, 디지털 다운로드로 이용 가능한 이 음반은 2007년 3월 15일 샌디에이고의 밸리뷰 카지노 센터에서 "Doyle & Derek World Tour" 동안 녹음되었으며 총 16개의 트랙이 수록되어 있다.

## 발매
이 음반은 2016년 8월 5일에 발표되었다. 이 음반은 콤팩트 디스크(2디스크 CD), 180그램의 축음기 음반(3디스크 바이닐)으로, 디지털 음반으로도 사용할 수 있다.
클랩튼은 2006년 플래티넘 판매 협연 스튜디오 음반 《The Road to Escondido》의 발매와 함께 2014년 "에릭 클랩튼 앤 프렌즈(Eric Clapton and Friends)"(톰 페티, 마크 노플러, 윌리 넬슨, 존 메이어와 같은 음악가들과 함께)로 케일을 기렸다. 2013년 케일이 사망한 후 그의 헌정 음반인 《The Breeze: An Appreciation of JJ Cale》은 전 세계적으로 긍정적인 평판과 국제적인 음반 차트에서 성공을 거둔 또 다른 음반이다. 2014년 6월 30일에 발매된 음반의 첫 번째 싱글 〈They Call Me the Breeze〉는 공식 뮤직 비디오를 위한 콘서트 장면을 특징으로 한다.
2016년 8월 25일, 〈Motherless Children〉의 공연이 유튜브에서 비디오 싱글로, 스포티파이에서 오디오 싱글로 발매되었다. 2016년 9월 23일, 또 다른 비디오 〈Tell the Truth〉가 공개되었다. 이 콘서트의 〈Wonderful Tonight〉의 영상은 2016년 10월 10일 클랩튼의 공식 유튜브 채널을 통해 공개되었다.
2017년 3월 10일(콘서트 10주년을 맞아) 2시간짜리 라이브 DVD 버전이 출시되었다.

## 곡 목록
| #   | 제목                                         | 작사·작곡                | 재생 시간 |
| --- | -------------------------------------------- | ------------------------ | --------- |
| 1.  | 〈Tell the Truth〉                           | 에릭 클랩튼, 바비 휘틀록 | 6:23      |
| 2.  | 〈Key to the Highway〉                       | 찰리 시거                | 4:12      |
| 3.  | 〈Got to Get Better in a Little While〉      | 클랩튼                   | 9:35      |
| 4.  | 〈Little Wing〉                              | 지미 헨드릭스            | 6:58      |
| 5.  | 〈Anyday〉                                   | 클랩튼, 휘틀록           | 6:05      |
| 6.  | 〈Anyway the Wind Blows (Feat. J. J. 케일)〉 | J. J. 케일               | 5:32      |
| 7.  | 〈After Midnight (Feat. J. J. 케일)〉        | 케일                     | 5:44      |
| 8.  | 〈Who Am I Telling You? (Feat. J. J. 케일)〉 | 케일                     | 4:52      |
| 9.  | 〈Don't Cry Sister (Feat. J. J. 케일)〉      | 케일                     | 3:33      |
| 10. | 〈Cocaine〉                                  | 케일                     | 5:31      |
| 11. | 〈Motherless Children〉                      | 블라인드 윌리 존슨       | 5:23      |
| 12. | 〈Little Queen of Spades〉                   | 로버트 존슨              | 17:21     |
| 13. | 〈Further on up the Road〉                   | 돈 로비, 조 메드윅       | 6:49      |
| 14. | 〈Wonderful Tonight〉                        | 클랩튼                   | 4:31      |
| 15. | 〈Layla〉                                    | 클랩튼, 짐 고든          | 8:25      |
| 16. | 〈Crossroads (Feat. 로버트 크레이)〉         | 존슨                     | 6:55      |